# Томаковская Сечь

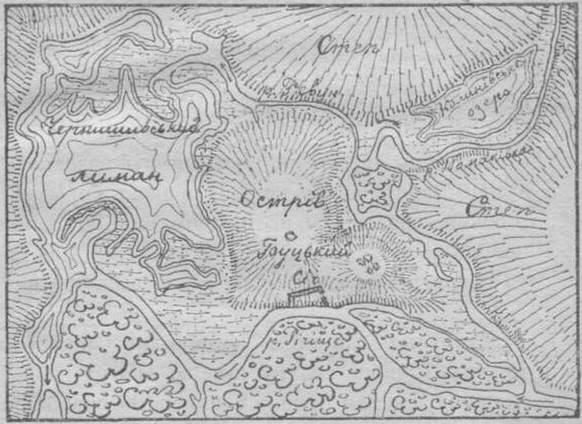
План городища Томаковской Сечи начала XX века

Томаковская Сечь — укрепление запорожских казаков на острове Томаковке на реке Днепр, недалеко от современного города Марганца. Просуществовало, предположительно, с 1563 года по 1593 год, в котором была разрушена татарами.
Именно здесь началось казацкое восстанние 1591—1593 годов во главе с Криштофом Косинским.
После разрушение сечи татарами казаки переселились на остров Базавлук, где основали Базавлукскую Сечь.
В 50-х годах XX века большая часть острова Томаковка оказалась под водой в результате строительства Каховского водохранилища, а на незатопленной части острова был установлен памятный камень.